# Осипов, Александр Петрович
Александр Петрович Осипов — советский хозяйственный, государственный и политический деятель.

## Биография
Родился в 1908 году в Самаре. Член ВКП(б).
С 1924 года — на хозяйственной, общественной и политической работе. В 1924—1964 гг. — подмастерье в мастерских, монтёр связи Самарской телефонной станции, в РККА, инженер-конструктор, руководитель исследовательской группы, помощник начальника сектора, начальник отдела труда и зарплаты на Горьковском автомобильном заводе, участник советско-финской войны, секретарь Автозаводского райкома партии, заведующий машиностроительным отделом Горьковского обкома КПСС, секретарь Горьковского горкома партии, председатель ЦК профсоюза работников автомобильной промышленности, секретарь ВЦСПС, начальник управления по производству запчастей Министерства автомобильной промышленности, первый заместитель председателя Совета народного хозяйства, председатель Ярославского облсовпрофа, промышленного облсовпрофа.
Избирался депутатом Верховного Совета СССР 3-го созыва.
Умер 16 мая 1964 года. Похоронен на Воинском кладбище города Ярославля. 